# لرزه‌شناسی رودخانه‌ای
لرزه‌شناسی رودخانه‌ای (به انگلیسی: Fluvial seismology) کاربرد روش‌های لرزه‌شناسی برای درک فرآیندهای رودخانه‌ای مانند تخلیه، فرسایش و تکامل بستر رودخانه است. جریان آب و حرکت رسوبات در امتداد بستر جریان امواج الاستیک (لرزه‌ای) ایجاد می‌کند که در مواد زمین پیرامونی منتشر می‌شود. لرزه‌سنج‌ها می‌توانند این سیگنال‌ها را ثبت کنند، که می‌توان آن‌ها را برای روشن کردن فرآیندهای رودخانه‌ای مختلف مانند جریان آب متلاطم و انتقال بار بستر تجزیه و تحلیل کرد. روش‌های لرزه‌ای برای ثبت مقدار دبی که از تک‌رقمی تا ده‌ها هزار فوت مکعب در ثانیه متغیر است (cfs) استفاده شده‌اند.